# Голдманис, Янис
Янис Голдманис (в Российской империи Ян Юрьевич Гольдман, латыш. Jānis Goldmanis; 11 [23] сентября 1875, усадьба Вевер в Дюнгофской волости Бауского уезда Курляндской губернии — 18 ноября 1955 года, США) — русский и латвийский политический деятель. Депутат Государственной думы Российской империи IV созыва от Курляндской губернии (1912—1917). Председатель комитета Организационного комитета Латышского стрелкового батальона (1915). Член Народного совета Латвии (1918—1920). Депутат Учредительного собрания (1920—1922) и Сейма Латвии. Первый министр земледелия Временного правительства (1918—1919) и военный министр Латвии (1920—1921 и 1925—1926).

## Биография
Янис Голдманис родился в поместье Вевер («Vēvers»). После учёбы в городской училище работал в суде Балдонской волости. В 1896 году учредил Балдонское сельскохозяйственное общество и стал его председателем. Позже стал членом правления ссудо-сберегательного товарищества и членом Совета Общества взаимного кредита при Центральном сельскохозяйственном обществе в Риге. Ревизор Митавского общества взаимного кредита. В 1906 году избран крестьянами Бауского уезда членом Курляндской губернской комиссии при губернаторе по выработке реформы Прибалтийского края. В 1907 году избирается представителем крестьян Курляндской губернии в Особом совещании при временном прибалтийском генерал-губернаторе. Затем председатель Дюнгофского волостного суда.
10 ноября 1912 года избран в Государственную думу Российской империи IV созыва от съезда уполномоченных от волостей. Входил в Прогрессивную фракцию. Член комиссий: земельной, сельскохозяйственной, для выработки законопроекта о печати, об охоте, по вероисповедным вопросам, по направлению законодательных предположений, финансовую, бюджетную. Докладчик Комиссии по направлению законодательных предположений. Член Прогрессивного блока с августа 1915 до 31 октября 1916, когда Прогрессивная фракция вышла из состава блока. Во время Первой мировой войны член Организационного комитета Латышского стрелкового батальона (1915).
После Февральской революции 1917 года комиссар Временного комитета Государственной думы (ВКГД) и Временного правительства в Риге (с 8 марта 1917 года). 24 марта 1917 году участвовал в Совещании по вопросу о разделении Эстляндской и Лифляндской губерний по этнографическим признакам под председательством товарища (заместителя) министра внутренних дел Д. М. Щепкина. В начале апреля 1917 года прибыл в Ригу, 5 апреля 1917 года участвовал в заседании Совета общественных организаций, на котором доложил о планах правительства по устройству Латвии. Один из инициаторов созыва Курляндского земского съезда (25.4.1917, город Юрьев). С 12 по 15 августа 1917 года участник Государственного совещания в Москве, а с 3 октября 1917 года и член Временного совета Российской республики (Предпарламента). Был избран депутатом Учредительного собрания от Лифляндского избирательного округа по списку № 1 (Крестьянский союз). После учредительной сессии Латышского временного национального совета (ЛВНС) стал главой его Иностранного отдела. 5 января 1918 года с трибуны Учредительного собрания изложил позицию ЛВНС, заявив, что Латвия «является автономной единицей, положение, а также внешнее отношение и внутреннее устройство коей определит её Учредительное собрание и плебисцит».

### После возвращения в Латвию
После разгона Учредительного собрания вернулся в Латвию. С 20 декабря по 13 июля 1918 года занимал пост министра Временного правительства Латвии. В 1918 году избран членом Латвийского народного совета (1918—1920), а в 1920 году членом Латвийского учредительного собрания (1920—1922). Дважды возглавлял Военное министерство Латвии (В 1920—1921 и 1925—1926). Член 1-го и 2-го Сеймов Латвии (1922—1928).
Один из подписантов Меморандума Центрального Совета Латвии от 17 марта 1944 года. В 1944 выехал в Германию, а в 1950 эмигрировал в США.